# Régiment de Seyssel cavalerie
Pour les articles homonymes, voir régiment de Luc.
Le régiment de Seyssel cavalerie est un régiment de cavalerie du royaume de France créé en 1673.

## Création et différentes dénominations
- 1673 : création du régiment de Streff cavalerie
- 1676 : renommé régiment de Romainville cavalerie
- 8 août 1679 : réformé, sa compagnie Mestre de camp étant incorporée dans le régiment de Vivans cavalerie par ordre du 15
- 20 août 1688 : rétablissement du régiment de Romainville cavalerie
- 1696 : renommé régiment de Wiltz cavalerie
- 1704 : renommé régiment de Marteville cavalerie
- 1719 : renommé régiment de Roye cavalerie
- 2 mai 1725 : renommé régiment de Luc cavalerie
- 1734 : renommé régiment de Puysieulx cavalerie
- 6 mars 1743 : renommé régiment de Saluces cavalerie
- 1759 : renommé régiment de Seyssel cavalerie
- 1er décembre 1761 : réformé par incorporation au régiment Mestre de Camp Général cavalerie

## Équipement

### Étendards
4 étendards de « ſoye rouge bordez de noir, Soleil d’or au milieu brodé, & frangez d’or ».
Au revers, est un lion, et ces mots pour devise : Animo major, quàm viribus.

Étendards
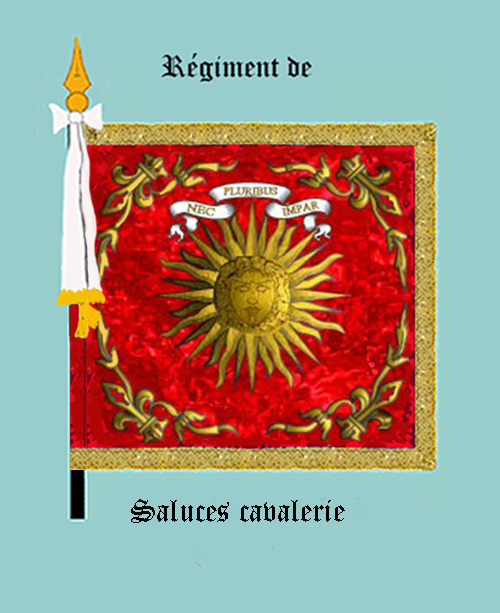
régiment de Saluces cavalerie, avers
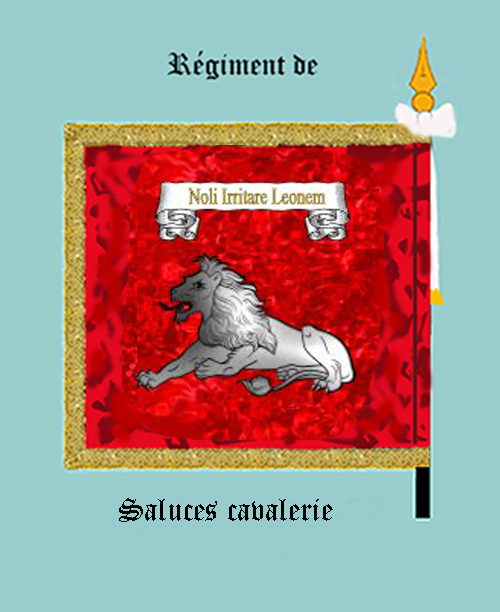
régiment de Saluces cavalerie, revers

### Habillement

Uniforme
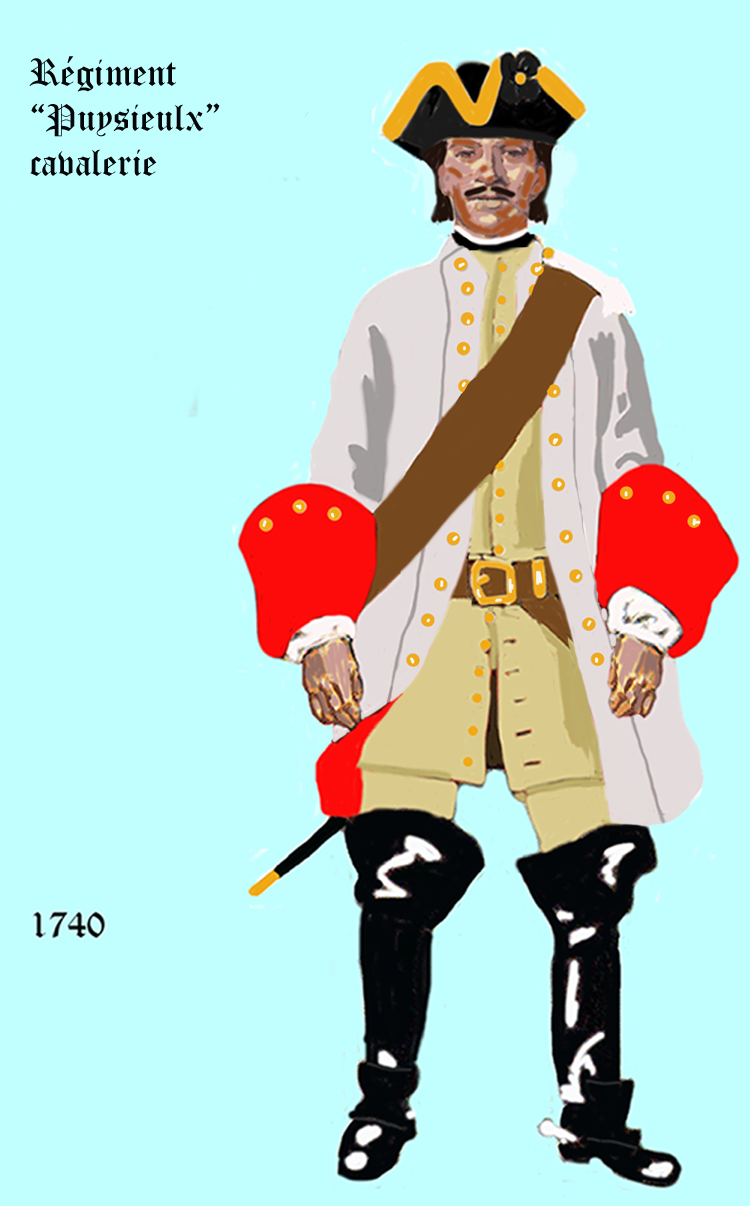
de 1740 à 1757
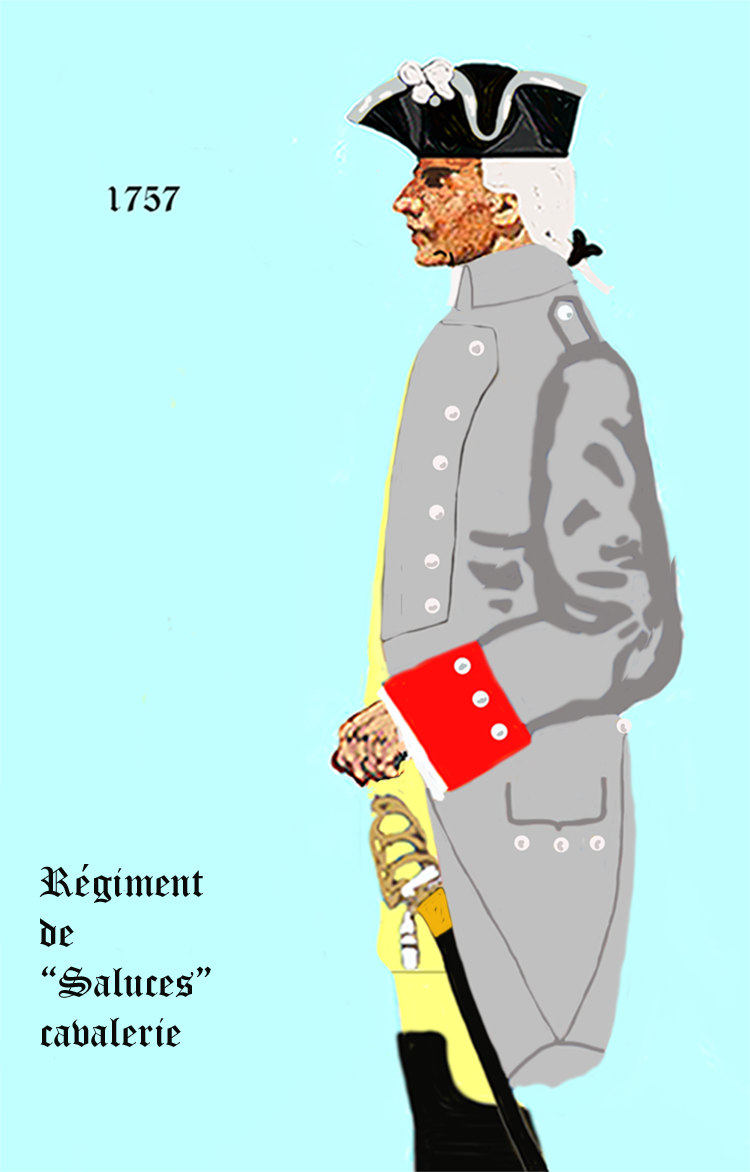
de 1757 à 1761

## Historique

### Mestres de camp
- 1673 : Streff
- 23 février 1677 : Charles François le Camus, comte de Romainville, brigadier le 10 mars 1690, maréchal de camp le 3 janvier 1696, † 1704
- 1696 : de Wiltz
- 1704 : Marteville
- 1719 : comte de Roye
- 2 mai 1725 : Gaspard Madelon Hubert de Vintimille, comte du Luc, brigadier le 1er février 1719, maréchal de camp le 20 février 1734, lieutenant général le 1er mars 1738, † 17 mars 1748
- 10 mars 1734 : Louis Philogène Brûlart de Sillery, comte de Sillery puis marquis de Puysieulx en 1727, né le 11 mai 1702, brigadier le 1er août 1734, maréchal de camp le 20 février 1743, † 8 décembre 1770
- 6 mars 1743 : Pierre de Lur d’Ufa, marquis de Saluces, brigadier le 1er janvier 1748, maréchal de camp le 10 février 1759
- 1759 : marquis de Seyssel

### Quartiers
- Givet[1]